# Marie Wagner
Marie Wagner, ameriška tenisačica, * 2. februar 1883, Freeport, New York, ZDA, † 28. marec 1975.  
Marie Wagner je največji uspeh v karieri dosegla leta 1914, ko se je v posamični konkurenci uvrstila v finale turnirja za Nacionalno prvenstvo ZDA, kjer jo je v finalu premagala Mary Browne v treh nizih. V letih 1908, 1909, 1911 1913, 1914 in 1917 je osvojila dvoransko prvenstvo ZDA posamično, v letih 1910, 1913, 1916 in 1917 pa še v konkurenci ženskih dvojic. Leta 1969 je bila sprejeta v Mednarodni teniški hram slavnih.

## Finali Grand Slamov

### Posamično (1)

#### Porazi (1)
| Leto | Turnir                   | Nasprotnica v finalu | Rezultat finala |
| 1914 | Nacionalno prvenstvo ZDA | Mary Browne          | 2–6, 6–1, 1–6   |